# آساشوریو آکینوری
آساشوریو آکینوری (به ژاپنی: 朝青龍 明徳) کُشتی‌گیر سوموی اهل اولان‌باتور، در کشور مغولستان است که شصت‌وهشتمین کشتی‌گیر دارای رتبهٔ یوکوزونا محسوب می‌شود. وی در سال ۲۰۰۳ میلادی به این مرتبه ارتقا یافت و در سال ۲۰۱۰ میلادی بازنشست شد. آساشوریو آکینوری توانست ۲۵ بار قهرمان (یوشو) مسابقات سومو شود.